# L'altra parte
L'altra parte (Die andere Seite. Ein Phantastischer Roman) è un romanzo dello scrittore e artista austriaco Alfred Kubin. Scritto nell'autunno del 1908 e pubblicato nel 1909, con 52 illustrazioni dello stesso autore, dall'editore G. Müller di Monaco/Lipsia.
L'altra parte conosce un notevole successo fra letterati e artisti coevi, benché l'opera non sia mai divenuta famosa tra il grande pubblico. Il fantastico romanzo, com'era denominato, influenza Gustav Meyrink, Franz Kafka, i surrealisti dell'area tedesca — dei quali Kubin può essere considerato un precursore — nonché la corrente letteraria espressionista. La stessa altra parte può rientrare nella tradizione di Edgar Allan Poe e di E. T. A. Hoffmann, che Kubin ben conosceva avendo illustrato delle loro opere.

## Origini
Il 2 novembre 1907 Friedrich Franz Kubin, padre di Alfred, muore dopo lunga malattia. Le fragili condizioni fisiche di Hedwig, moglie di Kubin, costretta per tale motivo a recarsi in convalescenza altrove, fanno sì che il trentenne Kubin rimanga solo nella sua casa di Zwickledt, dove cade vittima di una forte depressione che dura più di sei mesi.
Nonostante le letture e i viaggi all'estero con amici (autunno 1908, Italia del Nord e Venezia con l'amico Fritz von Herzmanowsky) volti a distrarlo, Kubin si ritrova per la prima volta in vita sua incapace di disegnare. Si avvicina allora alla scrittura: in dodici settimane termina il romanzo L'altra parte, a cui verranno aggiunte le 52 illustrazioni create nelle successive quattro settimane.
Il libro venne pubblicato nell'estate del 1909 dall'editore George Müller.

## Trama
L'altra parte è la storia, raccontata dal protagonista ("L'artista"), della sua esperienza nella città di Perla, capitale del Regno del Sogno, localizzata in un luogo imprecisato dell'Asia centrale. Il racconto inizia con la visita al protagonista da parte di un uomo che sostiene di lavorare per Claus Patera, antico compagno di scuola del narratore. Patera ha invitato l'artista e sua moglie a venire a vivere a Perla. La coppia accetta, presto accorgendosi che qualcosa non va: nella città aleggia un'atmosfera sinistra e pare che i bizzarri abitanti siano vittime di un incantesimo e governati dall'invisibile Patera, sorta di divinità. L'incalzare delle stranezze porta la moglie del protagonista alla morte. Da qui inizia la caduta di Perla che crolla su sé stessa mentre gli abitanti impazziscono finché il caos prende il sopravvento. Gli eventi si concludono con la battaglia finale tra Patera e il suo nemico Hercules Bell, plutocrate e simbolo del capitalismo americano. Tale battaglia — sorta di metafora del conflitto fra spiritualità e razionalità — vede Bell vincitore. Il protagonista assiste all'intero combattimento e si salva rifugiandosi in un tempio. Farà poi ritorno a casa, in Germania. Il romanzo si conclude con la frase che riassume la consapevolezza del protagonista circa la costante presenza nella vita di bene e male:
Il demiurgo è un ibrido. (Der Demiurg ist ein Zwitter).

## Filmografia
Dal romanzo è stato tratto nel 1973 da Johannes Schaaf un film dal titolo Traumstadt (it.: Città del sogno), della durata di 124 minuti.

### Edizioni
- Alfred Kubin, L'altra parte, traduzione di Lia Secci, Biblioteca Adelphi 1, Milano, Adelphi, 1965.
- Alfred Kubin, L'altra parte, traduzione di Lia Secci, Gli Adelphi 194, Milano, Adelphi, 2001, ISBN 88-459-1644-8.

### Fonti
- (DE) Anneliese Hewig, Phantastische Wirklichkeit. Kubins "Die andere Seite", Monaco di Baviera, 1967.
- (DE) Andreas Geyer, Träumer auf Lebenszeit. Alfred Kubin als Literat, Vienna, 1995.
- Alfred Kubin, Demoni e visioni notturne, traduzione di Maria Attardo Magrini, Abscondita, 2004, ISBN 88-841-6297-1.